# AS2
AS2 (Applicability Statement 2) is een specificatie waarin wordt beschreven hoe data veilig en betrouwbaar over het internet kunnen worden getransporteerd. Een en ander wordt in detail beschreven in RFC 4130.
Communicatie over HTTP via internet kent een grote verscheidenheid aan keuzes op verschillende vlakken. Zo zijn er bijvoorbeeld meerdere mogelijkheden waarop men encryptie zou kunnen toepassen (S/MIME, XML-DSig etc).
Dit betekent dat partijen die onderling willen communiceren op al deze vlakken afspraken moeten maken over de keuze wat betreft de te gebruiken standaards. Dit geeft niet alleen meer werk in de voorbereiding, maar betekent ook dat er een grote verscheidenheid aan oplossingen wordt gebruikt die onderling niet uitwisselbaar zijn.
Om orde in deze materie te scheppen is de AS2 standaard vastgelegd. AS2 legt op alle vlakken de keuzes vast en is dus geen eigen protocol, maar een verzameling reeds bestaande RFC's die tezamen het volledige scala aan mogelijkheden afdekken. Ook legt AS2 het gebruik vast van de beschreven RFC's in hun onderlinge samenhang. Om een nog betere afstemming te krijgen, dienen producten met het predicaat AS2 te worden gecertificeerd door de Drummond Group.
AS2 richt zich op communicatie via HTTP. Op dezelfde manier richt AS1 zich op communicatie via SMTP (e-mail) en AS3 op communicatie via FTP.
De data bestaan doorgaans uit electronic data interchange (EDI)-berichten, maar voor het gebruik van dit protocol is dat niet noodzakelijk.
AS2 beschrijft de verbinding, het afleveren, het valideren en het bevestigen van ontvangst van de data.
AS2 beschrijft hoe de berichten moeten worden voorzien van een envelop zodat het veilig kan worden verzonden over het internet.
De veiligheid is gegarandeerd door het gebruik van digitale certificaten voor de versleuteling van de data, mits hiervoor wordt gekozen.
Een implementatie van AS2 bestaat uit twee systemen, een Client en een Server die met elkaar over het internet communiceren. De AS2-software kan zowel de rol van de client als die van de server vervullen.
De client verzendt data naar de server, bijvoorbeeld een handelspartner. Na ontvangst van het bericht kan de ontvangende AS2-applicatie een ontvangstbevestiging MDN (Message Disposition Notification) terugzenden naar de verzender van het bericht.
Het protocol kent een aantal voor- en nadelen:

## Voordelen
De voordelen van het gebruik van AS2 zijn inherent aan het gebruik van de onderliggende standaarden en protocollen.
- Geen kosten meer voor het transport als gevolg van het gebruik van een value-added network (VAN).
- De data worden veilig en betrouwbaar "gepusht" over het internet.
- Snel en betrouwbare verbinding.
- Versleuteling van de data, zodanig dat alleen de ontvanger het bericht kan lezen.
- Het gebruik van een digitale handtekening om de identiteit van de verzender te kunnen garanderen.
- Integriteit van de data wordt gewaarborgd door het gebruik van hash-algoritmen. Dit betekent dat het onmogelijk is om het bericht onopgemerkt tijdens het transport aan te passen.
- Daarnaast biedt het gebruik van AS2 specifiek het voordeel dat de communicatie en de onderliggende gebruikte standaarden en protocollen eenduidig vastliggen. Door het bestaan van certificering (Drummond Group) is de kans groot dat de AS2 software van verschillende leveranciers compatibel is.

## Nadelen
Ook de nadelen van AS2 zijn inherent aan de onderliggende gebruikte technieken en standaarden.
- De gebruiker van de software moet beschikken over een permanente internetverbinding, een firewall, een vast IP-adres en veel technische kennis.
- AS2 software is eigenlijk een webserver en daarmee vergelijkbaar met het hosten van een website. Veel mensen doen dit niet zelf maar laten dit over aan gespecialiseerde bedrijven die de verbindig kunnen "hosten".
- Het is onmogelijk om zoals bij een postbus de data op te halen.
- Herzending en opnieuw proberen na een mislukte aflevering zijn niet geregeld in het protocol.
- Het gebruik van certificaten is niet altijd gemakkelijk bij het opzetten van de verbinding en het beheer ervan.
- Specifiek voor AS2 geldt dat de kosten van de software vrij hoog zijn. Dit is inherent aan de vereiste certificering. Hierdoor is een hoog volume nodig om het protocol te kunnen inzetten, tenzij gebruik wordt gemaakt van de producten van leveranciers die deze in grotere aantallen kunnen leveren.

## Gebruikte technologie
- AS2 voorziet in een 'envelop' voor de data. De data worden verzonden over het internet via het standaard HTTP-protocol.
- De data worden verzonden met behulp van het HTTP POST request.
- De data worden gepackaged met MIME, verzonden over TCP/IP met of zonder SSL.
- De data kunnen worden gecomprimeerd en met S/MIME versleuteld en digitaal ondertekend.
- Voor ieder bericht kan een MDN direct (synchroon) of na afloop op een willekeurig tijdstip (asynchroon) worden verzonden.